# Artalens-Souin
Artalens-Souin ist eine französische Gemeinde mit 135 Einwohnern (Stand 1. Januar 2022) im Département Hautes-Pyrénées in der Region Okzitanien (vor 2016: Midi-Pyrénées). Sie gehört zum Arrondissement Argelès-Gazost und zum Kanton La Vallée des Gaves.
Die Einwohner werden Artouinois und Artouinoises genannt.

## Geographie
Artalens-Souin liegt circa fünf Kilometer südöstlich von Argelès-Gazost in der historischen Provinz Bigorre.
Umgeben wird Artalens-Souin von den vier Nachbargemeinden:
| Préchac | Ayros-Arbouix                               | Vier-Bordes |
|         | Kompassrose, die auf Nachbargemeinden zeigt |             |
|         | Beaucens                                    |             |

Artalens-Souin liegt im Einzugsgebiet des Flusses Adour.
Nebenflüsse des Gave de Pau durchqueren das Gebiet der Gemeinde:
- der Ruisseau des Bariquères und
- der Ruisseau d’Estibos mit seinem Nebenfluss,
  - dem Ruisseau de Couyéou de Mates.[2]

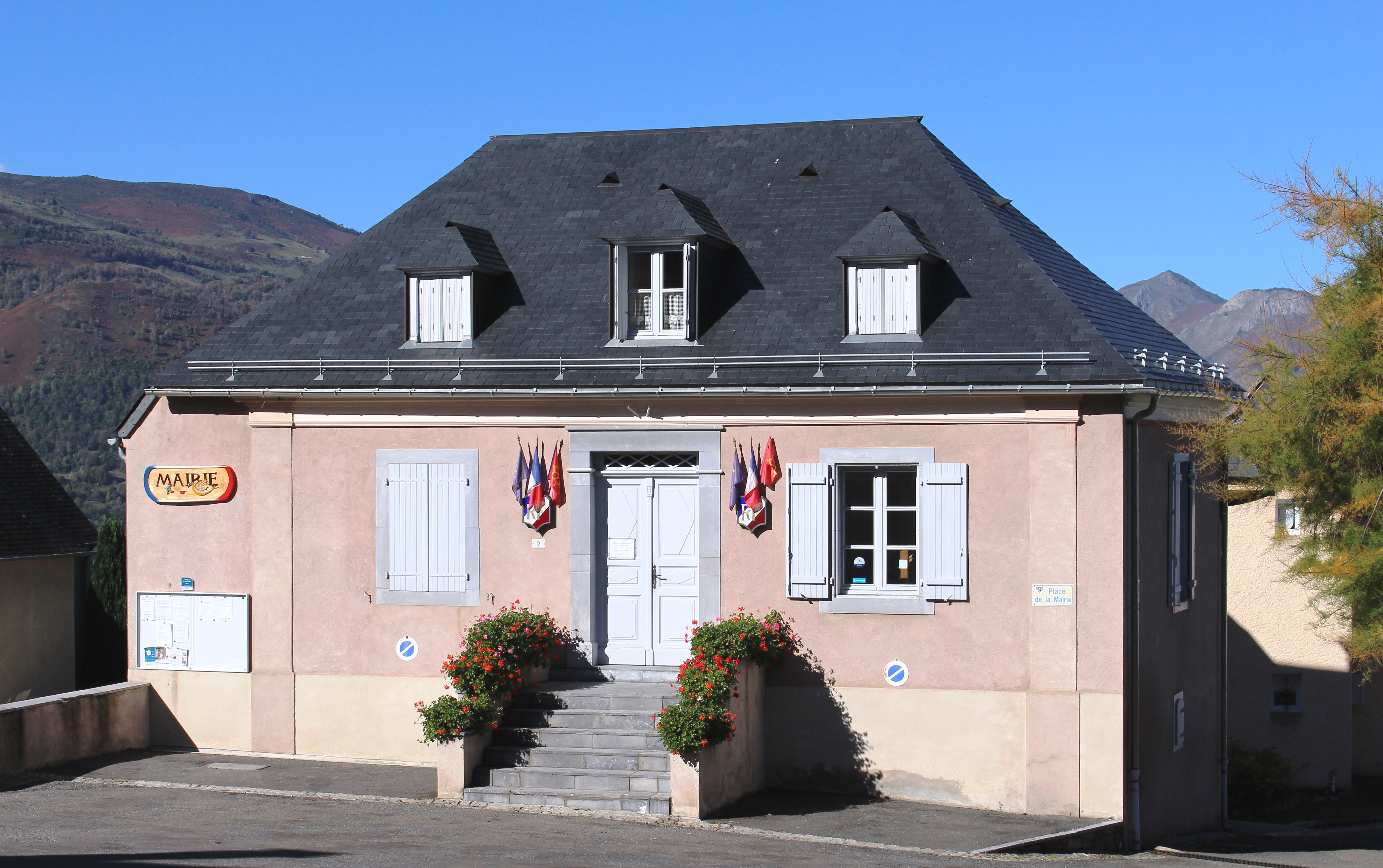
Bürgermeisteramt (Mairie) von Artalens-Souin

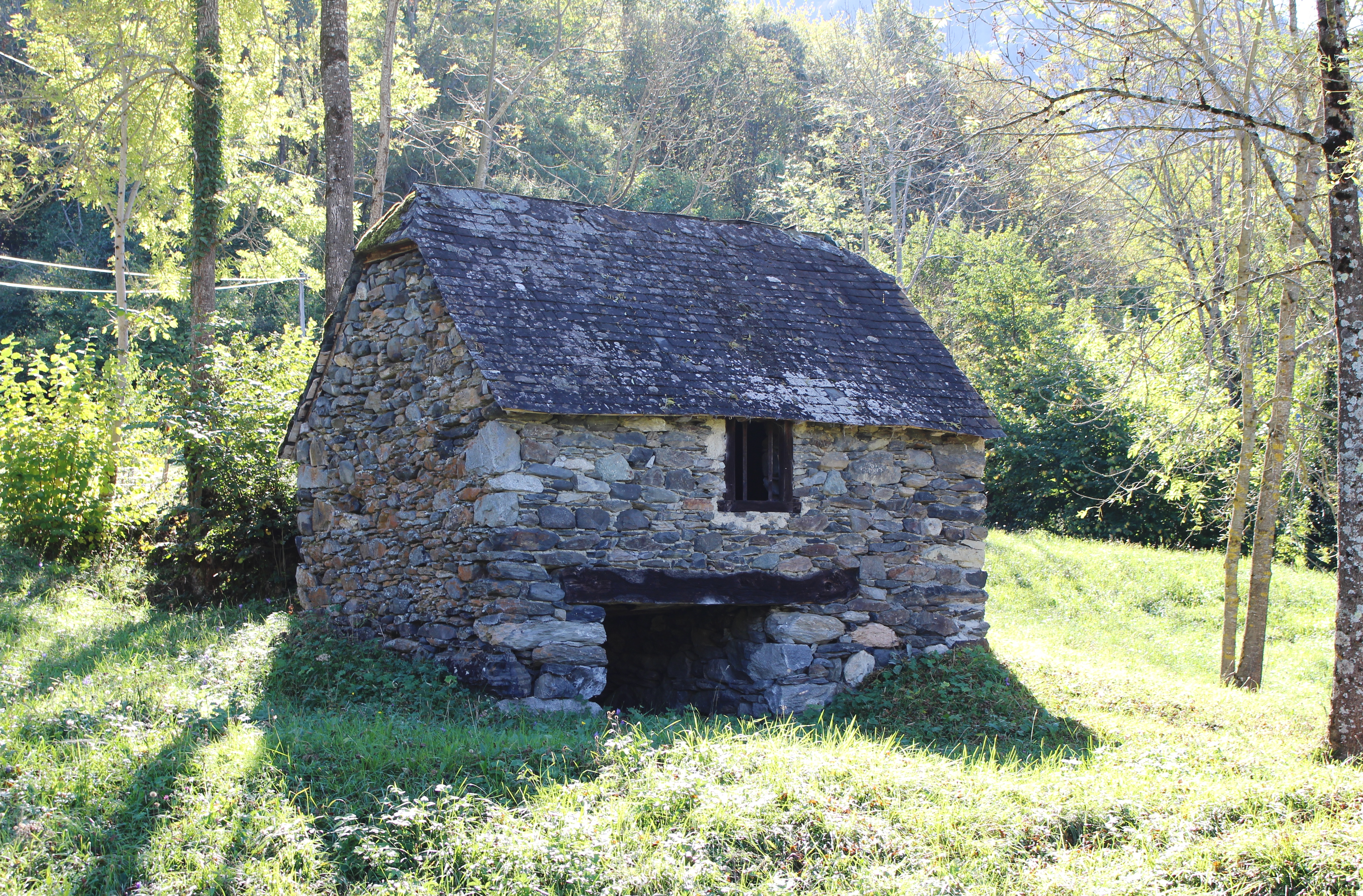
Mühle in Artalens-Souin

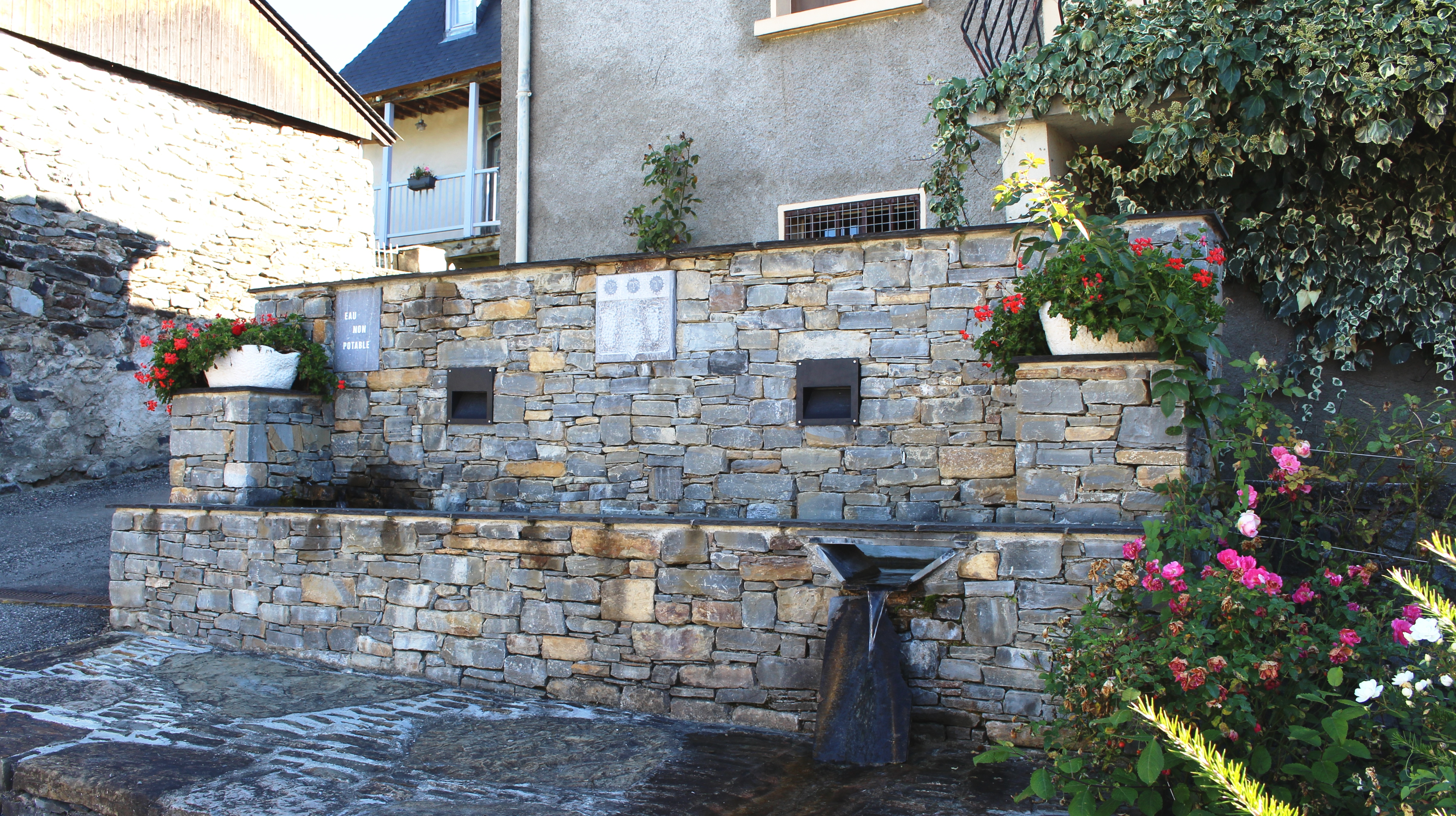
Waschplatz

## Geschichte
Die früheren Gemeinden Artalens und Souin wurden 1848 zur Gemeinde Artalens-Souin zusammengelegt.

## Toponymie
Der okzitanische Name der Gemeinde heißt Artalens-Soïn. Der Ursprung des Namens Artalens ist unklar. Der Ortsname Souin könnte seinen Anfang im spätlateinischen suinus haben, der auf einen Zusammenhang zu Schweinen hinweist, im Sinne von „Ort, an dem Schweine gehalten werden“ oder „Ort, an dem Wildschweine leben“.
Toponyme und Erwähnungen von Artalens waren:
- in Artalense und de Artelensi (gegen 870, Kopialbuch der Vicomtes von Lavedan, genannt Livre vert de Bénac),
- Artalens (12. oder 13. Jahrhundert und 1349, Livre vert de Bénac),
- D’Artalencs (1342, Kirchenregister von Tarbes),
- d’Artalenxis (1379, Prokuration Tarbes),
- Artalenx, Artalencx und Artelenx (1429, Zensus der Grafschaft Bigorre),
- Artalens (1459, ADHP, H 308),
- Artalens (1750 und 1760, Karte von Cassini bzw. Kirchenregister).

Toponyme und Erwähnungen von Souin waren:
- Suin (1168, Bulle von Papst Alexander III.),
- Soi (12. oder 13. Jahrhundert, Livre vert de Bénac),
- De Sohi (1313, Steuerliste Debita regi Navarre),
- Sohii (1349, Livre vert de Bénac),
- de Soyno (1379, Prokuration Tarbes),
- Sohy, Soyi und Soii (1429, Zensus der Grafschaft Bigorre),
- Souy (1768, Duco),
- Souin (1750, 1789 und 1793, Karte von Cassini, Cahiers de Doléances des Bigorre bzw. Notice Communale),
- Sonin (1801, Bulletin des lois).[4][5][6]

## Einwohnerentwicklung
Nach Beginn der Aufzeichnungen stieg die Einwohnerzahl bis zur zweiten Hälfte des 19. Jahrhunderts auf einen Höchststand von rund 325. In der Folgezeit sank die Größe der Gemeinde bei kurzen Erholungsphasen bis zur Jahrtausendwende auf rund 110 Einwohner, bevor in jüngster Zeit eine Wachstumsphase einsetzte, die heute noch anhält.
| Jahr      | 1962 | 1968 | 1975 | 1982 | 1990 | 1999 | 2006 | 2011 | 2022 |
| --------- | ---- | ---- | ---- | ---- | ---- | ---- | ---- | ---- | ---- |
| Einwohner | 138  | 135  | 122  | 115  | 120  | 110  | 108  | 116  | 135  |

## Sehenswürdigkeiten

### Pfarrkirche Saint-Pierre in Artalens
Die romanische Kirche besitzt ein 70 cm großes Christusmonogramm auf einem umgeänderten Sturz. Es ist von einem Kranz aus Blattwerk umgeben und hat ein umgedrehtes „S“. Nach dem Erdbeben im Jahre 1854 wurde das Kirchengebäude umgestaltet. Im Inneren birgt es ein Tabernakel aus dem 18. Jahrhundert mit zwei Statuetten der Apostel Petrus und Paulus. Die frühere Statuette oben auf dem Tabernakel unter einer Kuppel ist durch ein Holzkreuz ersetzt worden. Eine ungewöhnliche und seltene Statue von Bernadette Soubirous ist wohl aus Terrakotta geschaffen. Das Werk prangt auf einem Sockel und zeigt die Heilige ohne ihren rechten Holzschuh und mit dem Strumpf in ihrer Hand. Es erinnert an die Überquerung des Gave de Pau vor ihrer Marienerscheinung. Die Statue ist mit „Ozon“ signiert und datiert aus dem Jahr 1995.

### Pfarrkirche Saint-Michel in Souin
Sie birgt einen Boden aus gemasertem weißen Marmor und ein Tabernakel aus dem 18. Jahrhundert.

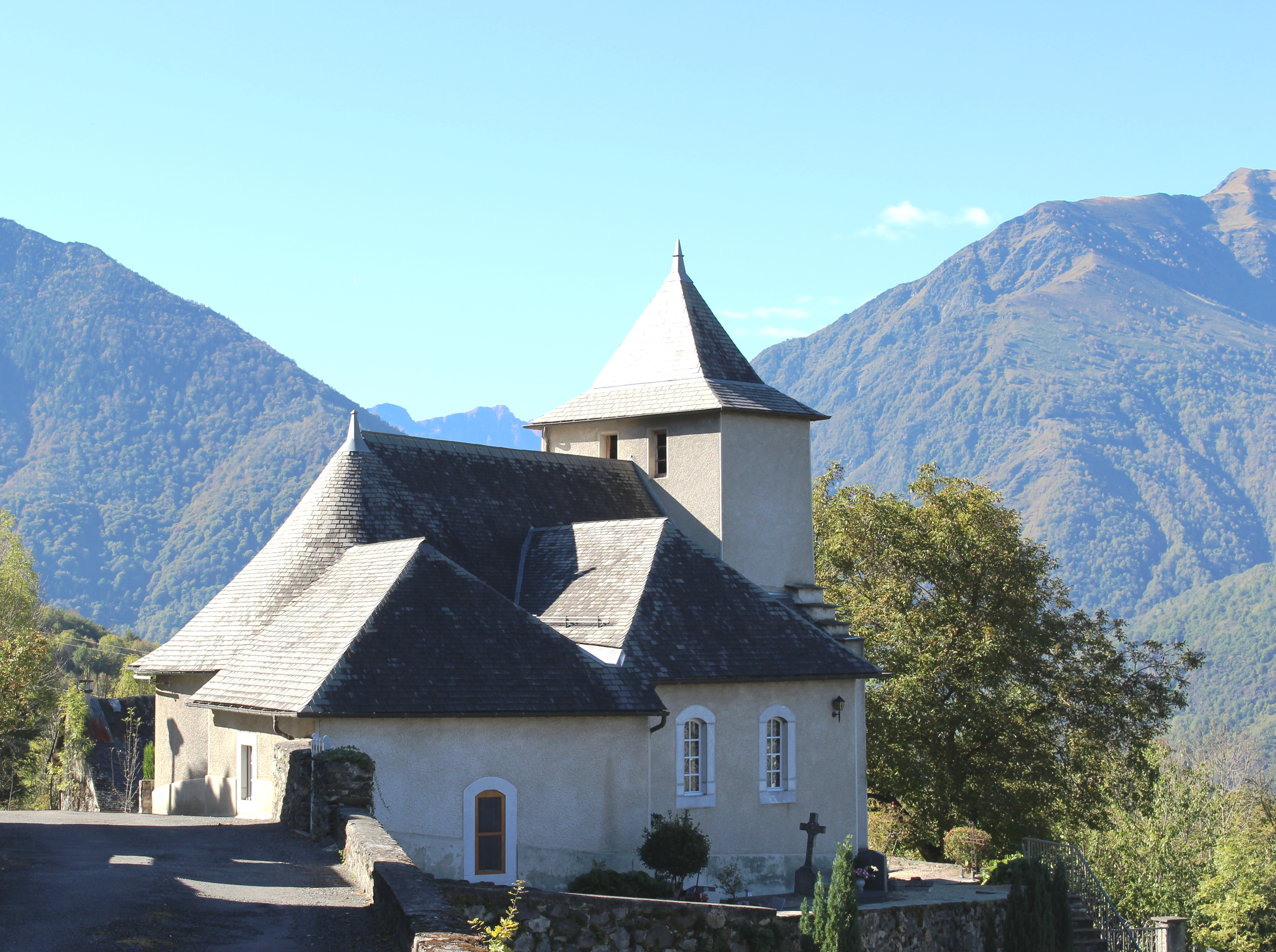
Pfarrkirche Saint-Pierre
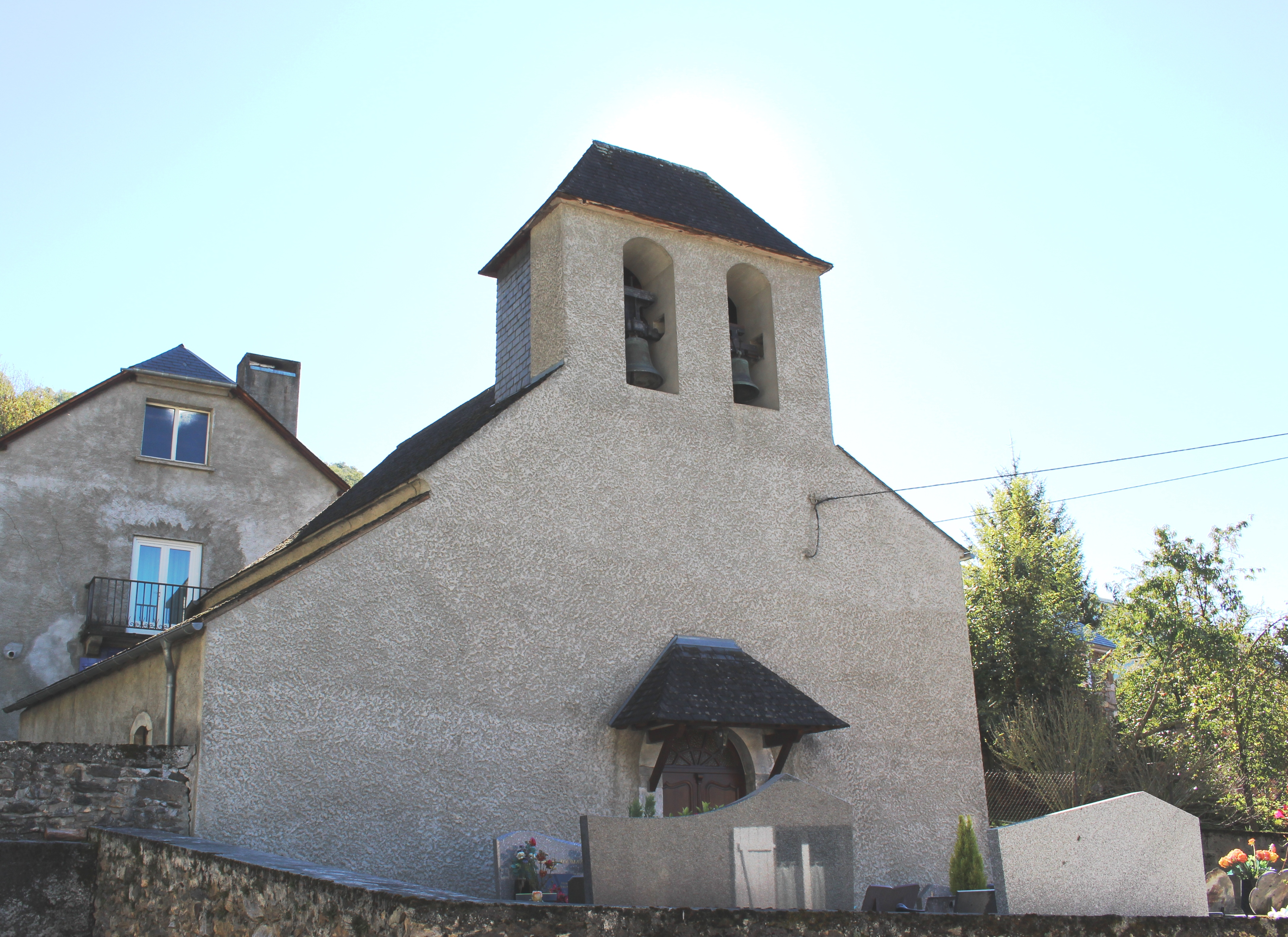
Pfarrkirche Saint-Michel

## Wirtschaft und Infrastruktur

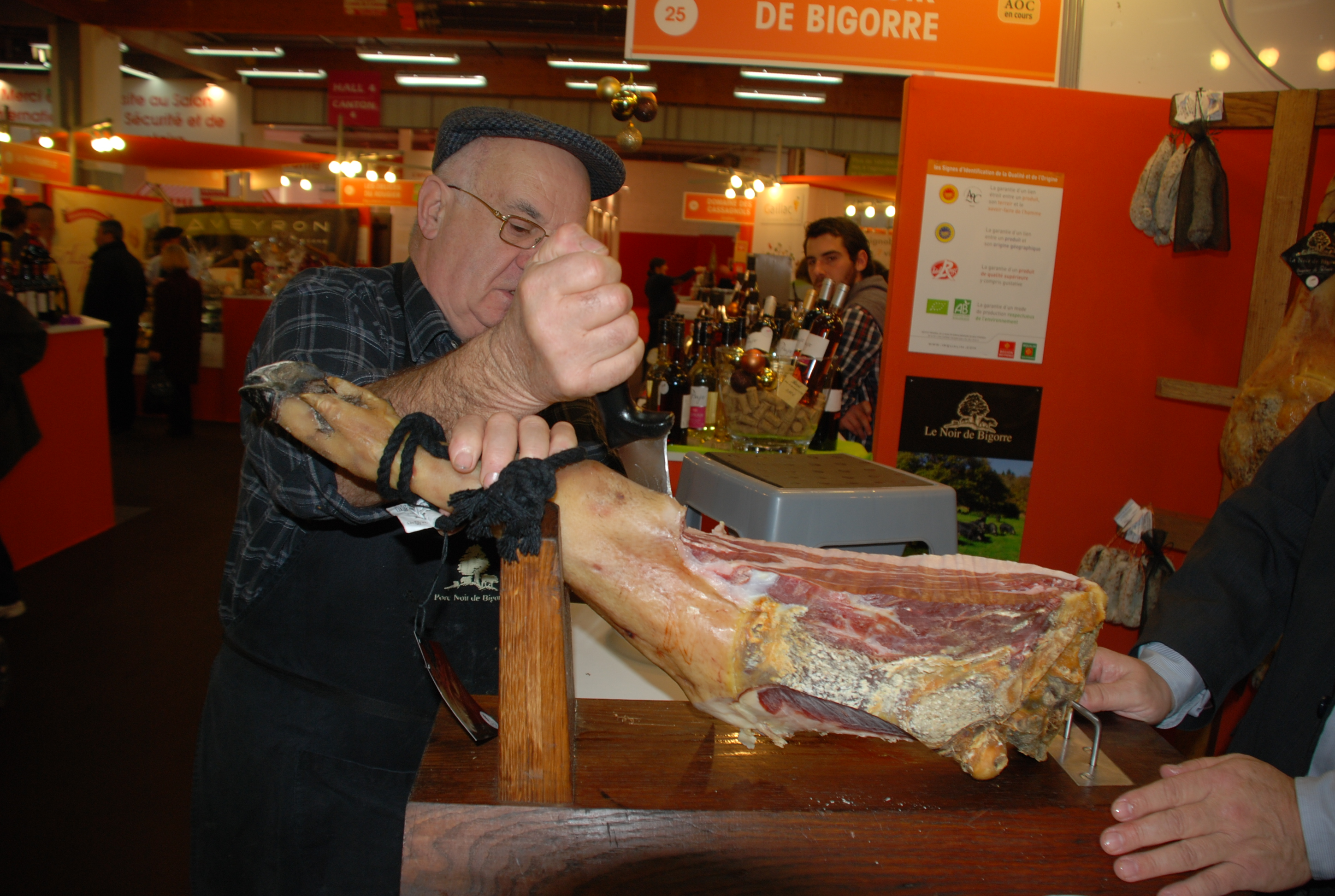
Noir de Bigorre-Schinken

Artalens-Souin liegt in den Zonen AOC der Schweinerasse Porc noir de Bigorre und des Schinkens Jambon noir de Bigorre.

### Verkehr
Artalens-Souin wird durchquert von der Route départementale 100.